# Cheviot Hills (Los Angeles)
Cheviot Hills – dzielnica w zachodniej części Los Angeles. W 2008 roku szacowano liczbę mieszkańców na 7303 osoby. Położona we wschodniej części regionu Westside.
Granice Cheviot Hills wyznaczają w przybliżeniu Pico Boulevard, Overland Avenue, Northvale Road, Rosa Parks Freeway oraz Beverwil Drive. Od północy graniczy z Century City i Beverly Hills, od wschodu z Beverlywood, od południa z Palms, z zachodniej strony z Rancho Park.
Cheviot Hills znajduje się na obszarze dawnego rancza Rancho Rincon de los Bueyes. Urbanizacja tych terenów zaczęła się w latach 20. W dzielnicy znajdują się parki, korty tenisowe oraz pole golfowe. Przeważa zabudowa jednorodzinna.

## Znani mieszkańcy
- Ray Bradbury – pisarz
- Stan Laurel – komik
- Maureen Reagan – córka prezydenta USA
- Bruce Bennett – aktor
- Agnes Moorehead – aktorka